# فرگوس مک روک

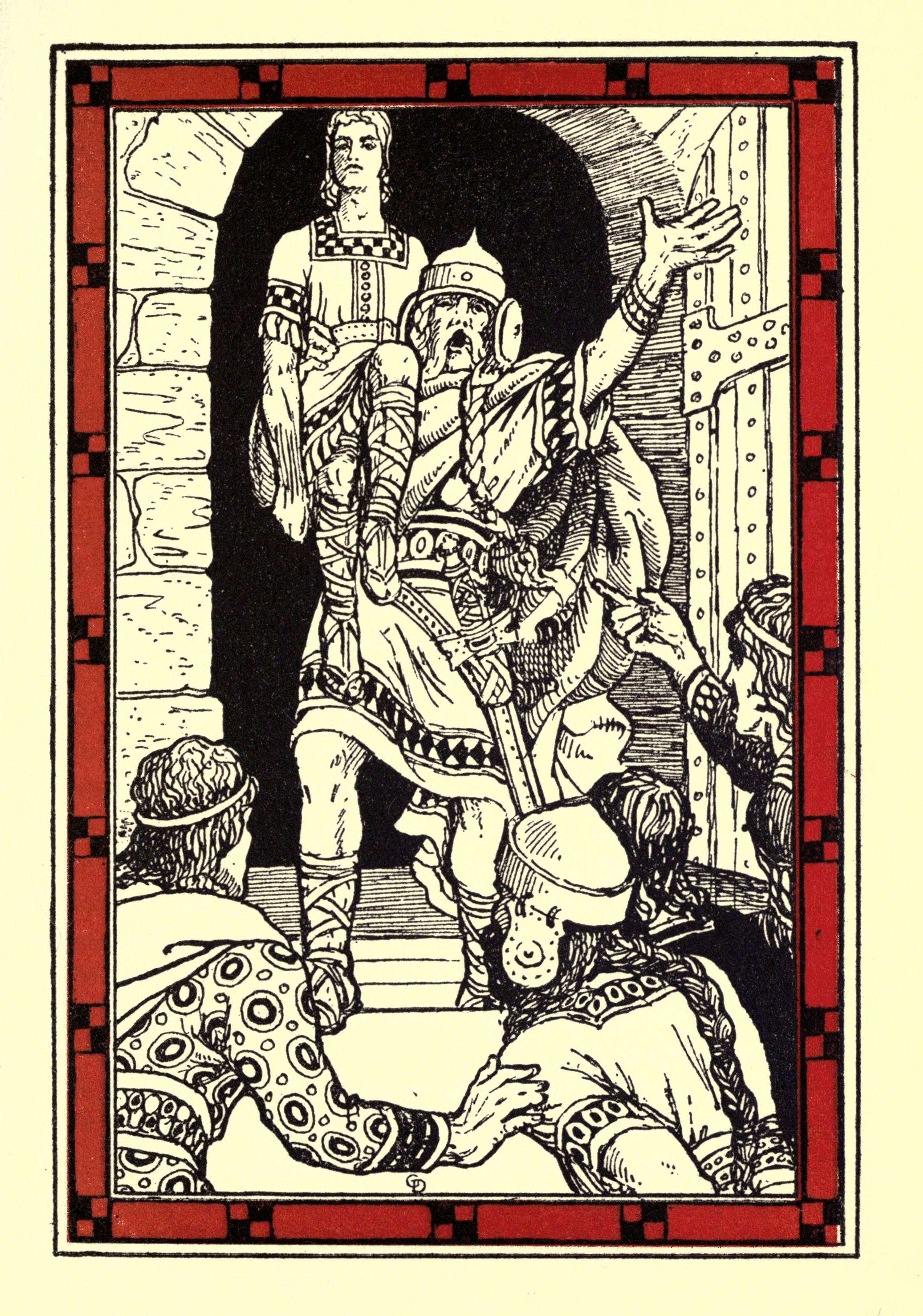
فرگوس مک روک, ستانتا (کوهولین پهلوان ایرلندی آینده) را بر روی دوش خود می‌کشد. اثر جورج دنهام

فرگوس مک روک یکی از شخصیت‌های محوری داستان چرخه اولستر در اساطیر ایرلندی می‌باشد. نام او به معنای مرد و مردانگی است و در اساطیر ایرلند, او پهلوانی بزرگ بوده است. فرگوس در ابتدا در دربار کونچوبار مک نسا, شاه منطقه اولستر ایرلند, خدمت می‌کرد اما پس از ماجرای دیردره و خیانت کونچوبار دربار اولستر را ترک کرد و به نزد ملکه مدب و پادشاه ایلیل, فرمانروایان ایالت کوناکت ایرلند و دشمنان قدیمی کونچوبار رفت. اگرچه که مدب متأهل بود, رابطه عاشقانه با فرگوس داشت و در نهایت فرگوس به دستور ایلیل به قتل رسید. فرگوس به اشتهای جنسی بسیار مشهور بود و گفته می‌شود که هفت زن لازم بود تا او را ارضا کند. همچنین فرگوس به عنوان یک پهلوان, قدرت جسمانی زیادی داشت. او در یک وعده هفت گوزن, هفت گاو, هفت خوک و هفت خمره شراب را می‌خورد و شمشیری به قامت رنگین کمان داشت. 